# جان لیلی
جان لیلی (انگلیسی: John Lilley؛ زادهٔ ۳ مارس ۱۹۵۴) یک موسیقی‌دان اهل ایالات متحده آمریکا است. وی از سال ۱۹۷۸ میلادی تاکنون مشغول فعالیت بوده‌است.